# Kristin Krammer
Kristin Krammer (* 24. Mai 2002 in Spittal an der Drau) ist eine österreichische Fußballtorfrau.

## Karriere

### Vereine
Kristin Krammer startete ihre sportliche Laufbahn 2010 beim SV Obermillstatt. 2016 wechselte sie zu den Carinthians Hornets aus Spittal an der Drau. In der Saison 2019/20 spielte sie für den SKN St. Pölten, in St. Pölten gehöre sie der Fußballakademie an.
Nach zwei Jahren beim USV Neulengbach wechselte sie 2022 zum 1. FC Köln. für den 1. FC Köln II bestritt sie 20 Startelf-Einsätze in der 2. Bundesliga, in der Bundesliga gehörte sie vier Mal dem Kader der ersten Mannschaft an. Im Juni 2023 wurde ihr Wechsel zum Aufsteiger 1. FC  Nürnberg bekannt. Im März 2024 erlitt sie einen Meniskusriss.
An einer Fernuni begann sie ein Studium der Sportwissenschaften.

### Nationalmannschaft
Nachdem Krammer von 2018 bis 2020 in den Nachwuchsnationalmannschaft des ÖFB in den Altersklassen U16, U17 und U19 zu insgesamt 23 Länderspieleinsätzen gekommen war, debütierte sie unter Teamchefin Irene Fuhrmann am 23. Februar 2021 beim 1:0-Sieg der A-Nationalmannschaft über die Nationalmannschaft der Slowakei auf Malta.

## Erfolge
- Aufstieg in die Bundesliga 2025

## Auszeichnungen und Nominierungen
- 2023: Nominierung als „Kopf des Jahres“ in der Kategorie Sport durch die Kleine Zeitung[10]